# Frans-Olstjärnen
Frans-Olstjärnen är en sjö i Filipstads kommun i Värmland och ingår i Göta älvs huvudavrinningsområde.